# Barbadillo del Pez
Barbadillo del Pez é um município da Espanha na província de Burgos, comunidade autónoma de Castela e Leão, de área 22 km² com população de 68 habitantes (2019) e densidade populacional de 3,1 hab./km².

## Demografia
| Variação demográfica do município entre 1991 e 2004 | Variação demográfica do município entre 1991 e 2004 | Variação demográfica do município entre 1991 e 2004 | Variação demográfica do município entre 1991 e 2004 |
| --------------------------------------------------- | --------------------------------------------------- | --------------------------------------------------- | --------------------------------------------------- |
| 1991                                                | 1996                                                | 2001                                                | 2004                                                |
|                                                     | 118                                                 | 118                                                 | 102                                                 |